# Wide Bay-Burnett
Koordinaten: 24° 49′ S, 152° 30′ O
Wide Bay-Burnett ist eine Region im australischen Queensland, die nördlich von Brisbane liegt und sich zwischen den Städten Caloundra und Gladstone erstreckt. Die wichtigsten Industrien der Region sind Forstwirtschaft, Zuckerrohranbau, Landwirtschaft und Tourismus.

## Geographie
Die Region erstreckt sich über 48.488 km² mit unterschiedlichen Landschaften, wie Great Barrier Reef, Feuchtgebiete der Great Sandy Strait, K’gari,  Bunya Mountains, Cania Gorge und ein ländliches Hinterland. Die größte Sandinsel der Welt, K’gari, zieht zahlreiche Touristen an.

## Bevölkerung
Es handelt sich um eine starke wachsende Region, die sich entlang der Küstenlinie konzentriert und in den letzten 20 Jahren überdurchschnittlich im australischen Vergleich anwuchs. Mehr als 80 % der Bevölkerung der Region lebt in den fünf Zentren Bundaberg, Maryborough, Hervey Bay, Gympie und Kingaroy. 2009 betrug die Bevölkerung 287.425 Menschen, mehr als zwei Drittel davon lebten um Bundaberg und an der Fraser-Küste. Sie wird voraussichtlich bis 2031 um 150.000 auf 430.000 Menschen anwachsen.
Für ein kontinuierliches Wachstum wurden 2011 Pläne entwickelt, der Wide Bay-Bernett Regional Plan und der Wide Bay Burnett State Planning Regulatory Provisions 2011.

## Größte Städte

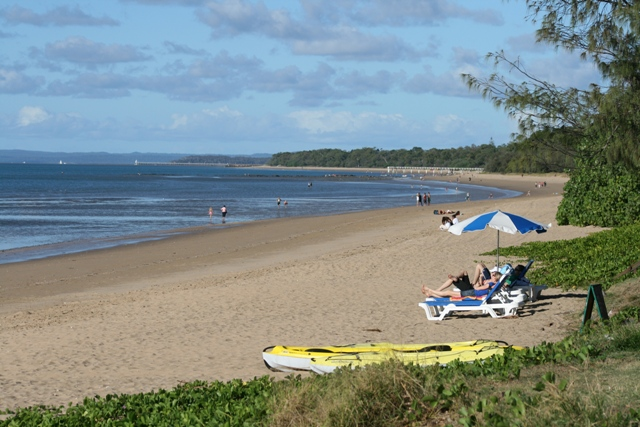
Strand der Hervey Bay (2007)

Die größten Städte der Region sind Bundaberg, Gympie, Hervey Bay und Maryborough. 
Weitere Städte sind Bargara, Biggenden, Blackbutt, Burnett Heads, Childers, Eidsvold, Gayndah, Gin Gin, Howard, Imbil, Kilkivan, Monto, Mundubbera, Murgon, Nanango, Tin Can Bay und Wondai.

## Bildung und Infrastruktur
In der Region befinden sich drei Universitäten, die Central Queensland University, University of Southern Queensland und das Wide Bay Institute of TAFE.
Es gibt drei Flughäfen: Hervey Bay, Bundaberg und Maryborough.
Der Bruce Highway verbindet die Region mit Brisbane, Rockhampton, Townsville und Cairns, während der Burnett Highway und Isis Highway einen Teil des inländischen Transportkorridors nach Toowoomba ins zentrale New South Wales bildet.
Queensland Rail bedient mit einem Schnellzug, dem Tilt Train, die Städte Gympie, Maryborough und Bundaberg. 
Die Region Wide Bay-Burnett besteht aus folgenden Local Government Areas:
| LGA                  | Bevölkerung | Fläche       |
| -------------------- | ----------- | ------------ |
| Bundaberg Region     | 96.936      | 6449,2 km²   |
| Fraser Coast Region  | 102.080     | 7116,7 km²   |
| Gympie Region        | 49.334      | 6897,5 km²   |
| North Burnett Region | 10.805      | 19.706,5 km² |
| South Burnett Region | 33.040      | 8397,1 km²   |
| Cherbourg Shire      | 1260        | 31,7 km²     |